# Franz Gabriel Welter
Franz Gabriel Welter (Metz, 1890 - Athènes, 1954) est un archéologue classique allemand. Il est l'auteur de plusieurs ouvrages sur la Grèce antique.

## Biographie
Franz Gabriel Welter voit le jour à Metz, en Lorraine, le 16 mai 1890. Très tôt, il s'intéresse à l'archéologie classique, notamment aux antiquités romaines du pays messin. Après sa scolarité dans l'enseignent secondaire, Welter poursuit ses études à l'Université de Strasbourg, avec l'archéologue Franz Winter. Il se spécialise ensuite à l'Université de Leipzig, avec l'helléniste Franz Studniczka. En 1914, il soutient sa thèse de doctorat sur les tombes d'Afrique du nord, avec Studniczka. 
Après la guerre, et la défaite de 1918, Gabriel Welter reste en Allemagne. En 1920, il crée la collection Bausteine zur Archäologie, consacrant le premier numéro à la collection de vases antiques du musée de Karlsruhe. Il y présente une sélection de vases grecs du musée. Les descriptions sont concises, mais Welter donne des indications bibliographiques précises et indique des rapprochements stylistiques. Il part ensuite rapidement à Athènes, qui deviendra sa seconde patrie, n'hésitant pas à travailler bénévolement pour l'Institut archéologique allemand, sous la direction de Studniczka. Connaissant des difficultés financières, il ne peut alors publier les résultats de ses recherches. Durant ces années, il travaille d'abord sur le Monument de Lysicrate, avec son ancien directeur de recherche, puis sur l'Olympiéion, le temple de Zeus, au pied de l’Acropole d'Athènes. En 1923, Welter travaille sur le Temple d'Athéna Nikè de l'Acropole. Il participe ensuite à des fouilles à Sichem près de Naplouse. 
En 1927, la direction de l'Institut de Berlin lui confie finalement un poste de chercheur basé à Athènes. Welter conservera ce poste pendant dix ans. Contrairement à ses confrères, notamment Ernst Buschor, il néglige la publication de ses travaux, qui restent pour la plupart inédits à ce jour. Seule une partie de ses travaux, sur Trézène et Kalaureia notamment, sont publiés en 1941. 
Après guerre, Welter crée Die Geschichte Griechenlands nach ihren Landschaften, une nouvelle collection, qui ne verra la parution que de deux titres, en 1955 et, après sa mort, en 1962. Franz Gabriel Welter décéda prématurément à Athènes, le 2 août 1954.
Si l'archéologue, surnommé parfois « Rotbart » par ses confrères, a laissé peu de travaux scientifiques, il a en revanche laissé, dans son entourage, le souvenir d'un homme épicurien. Il a été fait citoyen d'honneur de la ville de Naxos dans les Cyclades.

## Publications
- Historia tes Hellados kata periochas:
  - Chalkis, vol.1, Athènes, 1955.
  - Ägina, vol.2, Athènes, 1962.
- Troizen und Kalaureia, Mann, Berlin, 1941.
- L'Île d'Égine, Les Belles lettres, Paris, 1938.
- Aigina, Mann, Berlin, 1938.
- Stand der Ausgrabungen in Sichem, Sonder-Abdruck aus dem Jahrbuch des deutschen archäologischen Instituts, Druck von W. de Gruyter, Berlin,  1932.
- Altjonische Tempel. 1. Der Hekatompedos von Naxos: AM XLIX, 1924.
- Bausteine zur Archaeologie, Aus der Karlsruher vasensammlung, A. Reiff & cie, Offenburg, 1920.
- Notes de mythologie gallo-romaine. In :Revue archéologique, t.1, E. Leroux, Paris, 1911.

## Sources
- Gabriel Welter: Chalkis, Athènes, 1955 (pp. 3–10).
- Frank Brommer: Anekdoten und Aussprüche von deutschen Archäologen, Tübingen, 1979 (pp. 8–9, 69–77)
- Raimund Wünsche: Gabriel Welter 1890–1954. In: Reinhard Lullies, Wolfgang Schiering (Dir.): Archäologenbildnisse. Porträts und Kurzbiographien von Klassischen Archäologen deutscher Sprache, von Zabern, Mayence, 1988 (p. 246–247).